# Башня Эйнштейна
Ба́шня Эйнште́йна (нем. Einsteinturm) — астрофизическая обсерватория, находящаяся на территории Научного парка имени Альберта Эйнштейна на горе Телеграфенберг в Потсдаме, является революционным для своего времени творением архитектора Эриха Мендельсона. Построенная в 1924 году башня получила своё название в честь лауреата Нобелевской премии 1921 года. В башне планировалось проводить эксперименты, доказывающие теорию относительности Эйнштейна. Здание находится под охраной государства. Башенный телескоп, спроектированный Эрвином Финлей-Фройндлихом, принадлежит Потсдамскому астрофизическому институту.

## История и современность
Здание обсерватории было задумано и спроектировано в начале 1917 года, строительство шло с 1919 по 1921 год. Средства на постройку были собраны среди учёных, меценатов и научных организаций Германии и всей Европы. Обсерватория начала функционировать в 1924 году, в самые тяжёлые послевоенные годы. Первоначально планировалось построить здание обсерватории из монолитного бетона, однако сложность конструктивного решения и нехватка средств привела к тому, что основная часть здания была сделана из кирпича, покрытого штукатуркой. Поскольку материал приходилось менять на ходу, в процессе строительства, конструктивная часть не была переделана с учётом новых обстоятельств.
В первые же годы это привело к появлению массы проблем, на здании появились многочисленные трещины и протечки. Уже в 1925—1927 годах пришлось произвести капитальный ремонт здания, который также проходил под личным надзором Мендельсона. С тех пор в обсерватории регулярно проходили многочисленные ремонтные работы. Во время Второй мировой войны здание было сильно разрушено в ходе бомбардировок Потсдама авиацией союзников. Послевоенное восстановление здание прошло в более полном соответствии с концептуальными эскизами Эриха Мендельсона. Последняя полная реконструкция здания была произведена в 1999 году, к своему 75-летию.
В вестибюле, неподалёку от входа в здание обсерватории на постаменте выставлен бронзовый бюст Эйнштейна. Первоначально он находился в одной из лабораторий обсерватории. В 1933 году после прихода к власти нацистов и начала политики антисемитизма, башня Эйнштейна утратила название и статус независимого института. Все фотографии и следы деятельности Эйнштейна были убраны, а скульптуру постановили отправить на переплавку. В течение всех лет нацистского режима (как скрытая фронда и дань Эйнштейну) на месте бюста лежал «Один Камень» (Ein Stein), (эта традиция сохранилась и по сей день). Впрочем, после 1945 года обнаружилось, что сотрудники обсерватории не подчинились приказу и укрыли бюст в подвале здания, в ящике из-под спектрографа.
Сам Эйнштейн никогда не работал в обсерватории своего имени, однако активно поддерживал организацию на всех этапах строительства, а также и затем, во время регулярной научной работы телескопа. Изображение, полученное оптическими приборами не обрабатывалось напрямую, а направлялось через систему передачи сигналов на нижние этажи здания, где находятся приборы и лабораторное оборудование. За время работы обсерватории в ней сменилось семь телескопов.
До сих пор работы солнечной обсерватории проводятся в рамках программы исследований Института астрофизики Лейбница в Потсдаме. Сейчас здесь работает специальная экспозиция, посвящённая роли и месту Потсдама в мировой науке.